# Guiteres
Guiteres és una obra de Sobremunt (Lluçanès) inclosa a l'Inventari del Patrimoni Arquitectònic de Catalunya.

## Descripció
Edifici civil orientat a migdia amb teulada de dues vessants. Situada en un solegi a mà esquerra de la riera del Sorreig.
Té les cantoneres de pedra i en la llinda d'una finestra de la façana principal, hi ha gravada la data de 1753.
Al cantó esquerra, sobresurt una petita glorieta on s' hi troba la comuna i un petit terrat. A la cuina trobem una pica de pedra treballada.
Diferents corrals envolten la casa.

## Història
Tot i que l'edifici actual és obra del segle xviii, aquest mas ja se cita al segle xiv, concretament l'any 1348.
Pocs anys després, concretament el 12 de juny de 1395, torna a sortir documentat aquest mas en una permuta amb Jaume Vilaseca de Sant Bartomeu.
I també, en aquest segle i més anteriorment, l'any 1326, trobem transcrit el nom de "Miquel Guiteras" en una cessió a favor de Guillem de Vilaseca.